# Анна-Катерина Бранденбурзька
Анна Катерина Бранденбурзька (нім. Anna Katharina von Brandenburg; 26 червня 1575 — 29 березня 1612) — перша дружина короля Данії і Норвегії Кристіана IV.

## Біографія
Анна Катерина була старшою дочкою курфюрста Бранденбурзького Йоахіма III Фрідріха  і його першої дружини Катерини Бранденбург-Кюстринської, доньки маркграфа Бранденбург-Кюстринського Ганса, сина Йоахіма I Нестора Бранденбурзького.
Кристіан познайомився з майбутньою нареченою під час своєї подорожі Німеччиною 1595 року та вирішив одружитися з нею. 1596 Анна-Катерина разом з батьками була присутня на його коронації, а 27 листопада 1597 року в замку Гадерслевхус відбулося їхнє весілля. Наступного року, 11 червня, Анну-Катерину коронували. Від того шлюбу народились шестеро дітей, троє з яких померли в ранньому дитинстві.
Про життя Анни-Катерини відомо небагато. Її особливо цінували за скромність і побожність. По всій видимості, вона не мала жодного впливу на політичне життя в королівстві, хоча часто супроводжувала Кристіана в його поїздках. Не збереглося жодних згадок про те, чи був щасливим шлюб, але в останні роки її життя у короля з'явилися коханки, серед яких була і фрейліна королеви Кірстен Мадсдаттер.
Королева Анна Катерина померла в Копенгагені і була похована в Роскілльському соборі.

## Родина
Чоловік — Кристіан IV, король Данії і Норвегії
Діти:
- Фредерік (1599—1599) — помер у дитинстві;
- Кристіан (1603—1647) — був одружений з Магдаленою Сибіллою Саксонською;
- Софія (1605—1605) — померла в дитинстві;
- Єлизавета (1607—1608) — померла в дитинстві;
- Фредерік III (1609—1670) — король Данії і Норвегії, був одружений з Софією Амалією Брауншвейг-Люнебурзькою;
- Ульріх (1611—1633) — єпископ Шверінський.